# Этельберт I (король Восточной Англии)
Этельберт I (или Альберт) был королём Восточной Англии в VIII веке. Он делил королевство с Беорном и Хуном, который, возможно, и не существовал. Возможно, он всё ещё был королём примерно в 760 году.
Историки признали, что Этельберт был реальной исторической личностью, и, возможно, был наследником Эльфвальда. После смерти Эльфвальда в 749 году королевство было разделено между Этельбертом и Беорном, который, возможно, был из Мерсии и который взял на себя ведущую роль в выпуске королевской монеты и поддержании военного союза с Этельбальдом, королем Мерсии. Этельберт правил Восточной Англией, когда Этельбальд был убит в 757 году, после чего Беорнред год правил Мерсией, прежде чем Оффа отобрал у него власть. Наличие единственной обнаруженной монеты Этельберта указывает на то, что он обладал достаточными полномочиями для выпуска собственной монеты. Это свидетельствует о независимости, которая вскоре была утрачена в результате быстрого роста могущества Оффы в Восточной Англии.

## Предыстория
Этельберт стал королём восточных англов после того, как его предшественник Эльфвальд умер в 749 году, правив 36 лет. Во время правления Эльфвальда Восточная Англия испытывала рост и стабильность, хотя и под верховной властью мерсийского короля Этельбальда, который правил своим королевством с 716 года, пока не был убит своими же людьми в 757 году. Эльфвальд был последним из династии Вуффингов, которые правили Восточной Англией с VI века. Восточноанглийская родословная в Английской коллекции, которая, вероятно, была составлена в 725 или 726 году во время правления Эльфвальда, перечисляет королевскую династию Восточной Англии, от Эльфвальда до германского бога Одина.

## Совместное правление с Беорном
Этельберт настолько малоизвестен, что в течение многих столетий о нём было известно только по одному высказыванию в поздней подборке материалов. Упоминание можно найти в анналах за 749 год в Historia Regum, средневековом труде, возможно, частично созданном Берхтфертом из Рамсея. В Historia Regum говорится, что Хунбианна и Альберт разделили королевство восточных англов между собой. До 1980-х годов эта запись стояла особняком и не поддавалась проверке, за исключением единственной монеты, приписываемой Беорне, и двух других кратких упоминаний о нём. С тех пор было найдено более сотни монет, приписываемых Беорне, многие в археологически безопасных местах, так что теперь ясно, что правитель по имени Беорна действительно правил в Восточной Англии в то время, как первоначально предположил в 1905 году английский историк Х.М. Чедвик. Историк Стивен Планкетт предположил, что элемент хунн в летописи был в какой-то момент по ошибке соединен переписчиком с элементом бианна. Мэрион Арчибальд, нумизмат Британского музея в течение 33 лет с историком Дороти Уайтлок утверждали, что термин Ханбианна можно разделить на два имени - Хун и Беонна. Арчибальд признает, что о Хунне вообще ничего не известно, отмечая, что это имя может быть уменьшительным для человека с именем, начинающимся на Гунн или оканчивающийся на хун, в то время как Уайтлок делит королевство Восточных англов между Этельбертом, Хуном и Беорном.
С тех пор учёные поняли, что эти чрезвычайно редкие упоминания были точными и что Восточная Англия действительно управлялась совместно после 749 года. В результате Этельберт стал более реальной реальностью. Личности этих двух правителей или, возможно, трёх, если включить Хуна и причина такого разделения власти остаются неизвестными. Историк Барбара Йорк предполагает возможность того, что каждый из королей правил в это время отдельной частью королевства, но признаёт, что политический ландшафт 749 года изучен недостаточно хорошо. Д. П. Кирби дает альтернативный взгляд на события, которые, возможно, произошли после смерти Эльфвальда. Он связывает Этельберта I с Этельбертом II и утверждает, что Этельберт I всё ещё правил в 794 году, что подразумевает, что он правил около 45 лет.
Беорна не является типичным именем для Вуффингов, но может быть связано с мерсийской правящей семьей, поскольку у нескольких членов были имена, начинающиеся на букву Б. Однако Этельберт подходящим образом аллитерирует с несколькими именами Вуффингов: согласно Планкетту, это может быть форма фамилии Вуффингов, что значит, что род Вуффингов не вымер на Эльфвальде.
Планкетт отмечает, что большое количество монет с его именем показывает, что Беорна в основном контролировал чеканку монет Восточной Англии и был в состоянии укреплять свою власть как короля. Восточные англы под командованием Беорны сотрудничали с мерсийцами под командованием Этельбальда в битве при Берфорд-Бридж против Кутреда из Уэссекса в 752 году и, согласно Арчибальду, Беорну можно отождествить с Беорнредом, который в течение нескольких месяцев правил Мерсией после убийства Этельбальда в 757 году.

## Чеканка
По мнению нумизматов Филипа Грирсона и Марка Блэкберна, чеканка монет в Восточной Англии, вероятно, началась во времена правления Беорны. Монетный двор, вероятно, действовал в Суффолке: монеты продолжали выпускаться в период гегемонии Мерсии и независимости Восточной Англии вплоть до вторжения викингов во второй половине IX века.
Подтверждение Этельберта как исторической личности вытекает из обнаружения при раскопках единственной монеты, считающейся уникальной, которую можно приписать ему
Подлинность и датировка монеты не вызывают сомнений: она была обнаружена Валери Фенвик в Берроу-Хилл, в Батли, Суффолк, в слоистом месторождении, которое также содержало несколько разновидностей поздних скеат рунического типа и монеты, отчеканенные Беорной. Она была найдена на защищаемом участке острова в устье реки в стратегическом месте недалеко от Рендлшема, места сосредоточения власти Вуффингов. Это место расположено в 10 километрах (6,2 милях) к востоку от Саттон-Ху.
Чёткие и тщательно выведенные руны на скеате раскрывают имя чеканщика — Тилред, которое, возможно, является вариантом Кельдреда: на лицевой стороне написано Этельберт. Монета, состоящая примерно на 42% из серебра, тесно связана с Беорном, отчеканена по модулю, сравнимому с более крупным планше, который характеризует более поздние чеканки самого плодовитого монетчика Беорны Эфе. Формула напоминает деньги, сделанные для Беорны Уилредом, но уверенные надписи и бисероплетение больше напоминают работу Эфе. Его сходство с монетами, изготовленными для Беорны, убедительно наводит Арчибальда на мысль, что он был изготовлен для короля, правившего в Восточной Англии примерно в то же время.
Монета была представлена Британскому музею в 1992 году на 25-ю годовщину создания Общества британских музеев.